# Arabika (film 1992)
Arabika è un film pornografico del 1992, diretto da Mario Salieri.

## Trama
Le ragazze più belle del mondo, rapite e rese schiave nell'harem di un principe del Bahrein che pensa solo al sesso. Intrappolate tra il suo edificio e la prigione, queste donne devono sopportare ogni sopruso sessuale.

## Premi
- 1993: Hot d'Or come miglior film europeo